# Eugen Esche

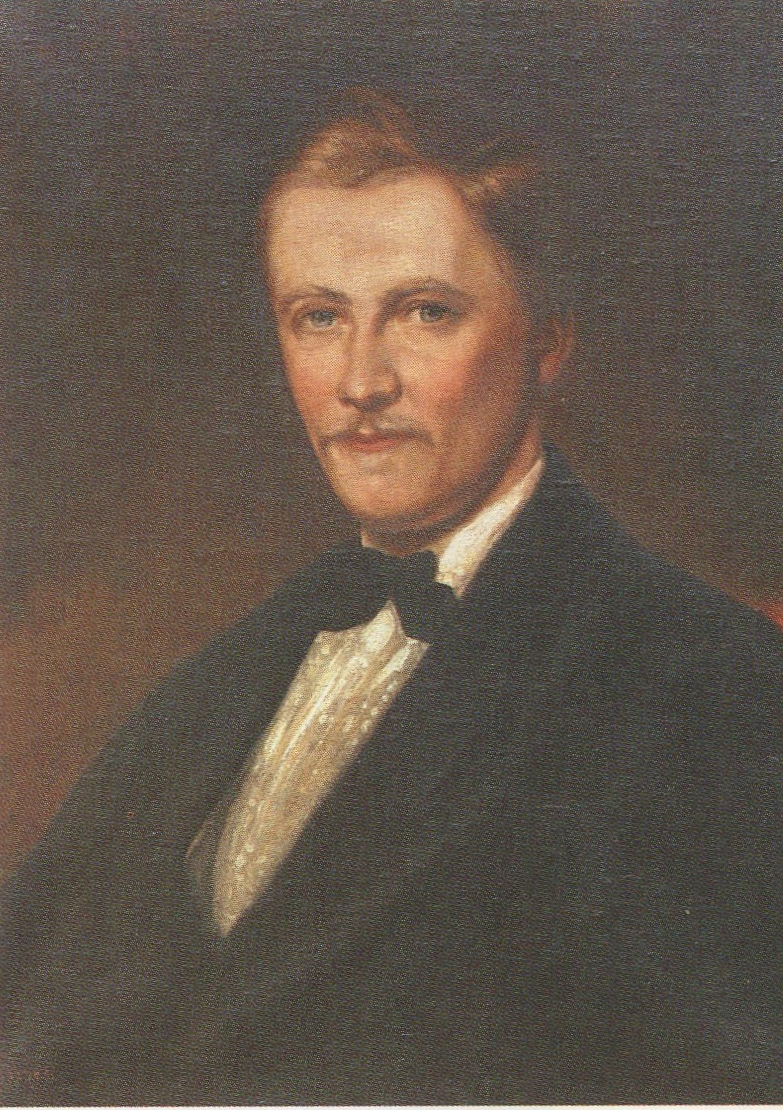
Eugen Esche

Otto Moritz Eugen Esche (* 25. September 1845 in Limbach; † 12. Februar 1902 in Chemnitz) war ein deutscher Kaufmann, Unternehmer in der Textilindustrie und freisinniger Politiker.

## Leben und Wirken

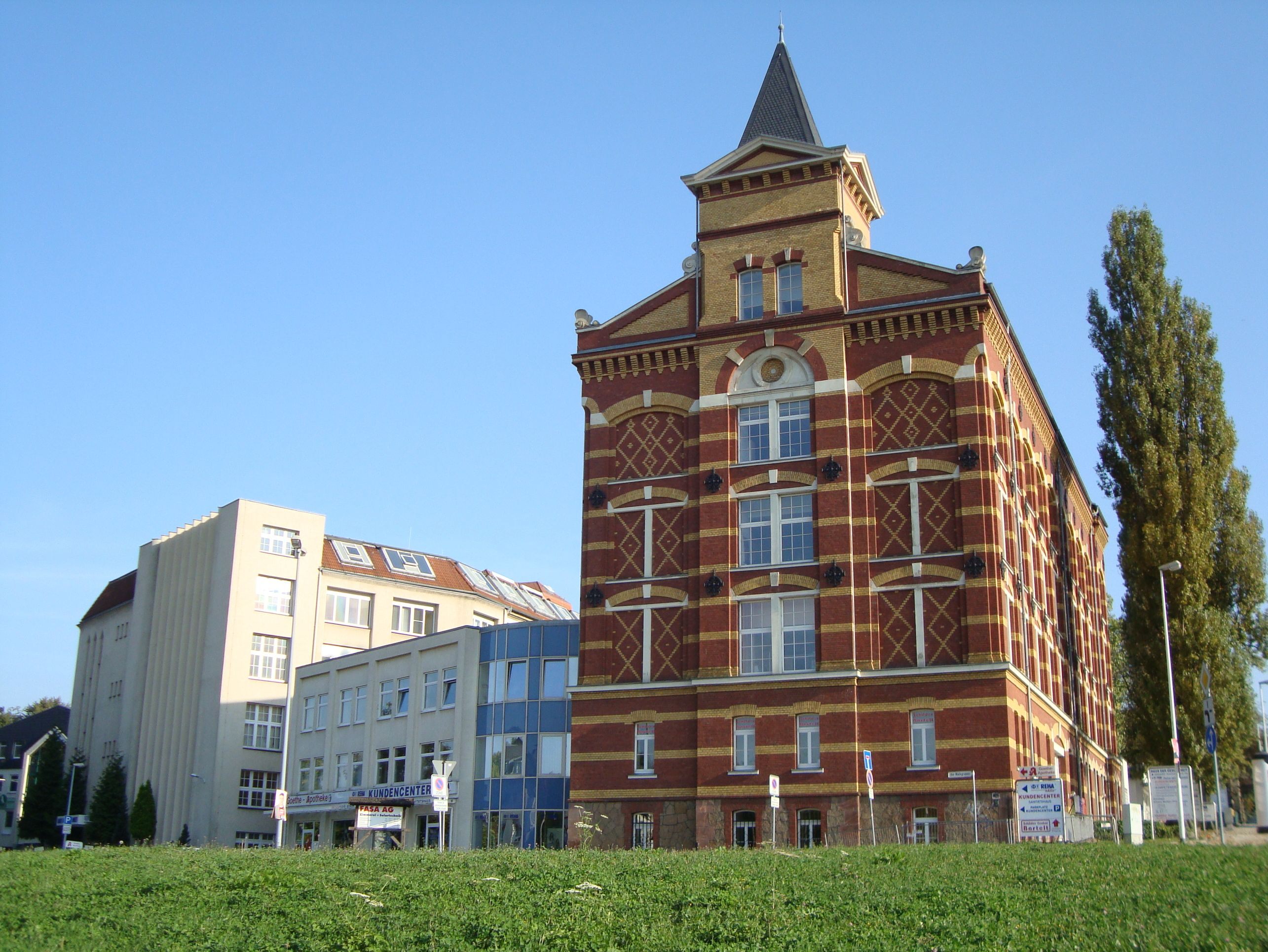
1886 errichtetes Fabrikgebäude in Chemnitz, Am Walkgraben 5

Der Sohn des Limbacher Strumpfwarenfabrikanten Julius Esche (1814–1867) und dessen Ehefrau Anna Clara Esche geb. Clauß (1824–1920) wurde 1867 nach dem Tod seines Vaters Miteigentümer der Strumpfwarenfabrik Moritz Samuel Esche, in der sein Onkel Theodor Esche und Eduard Wiede weitere Teilhaber waren. 1870 wurde diese wegen der günstigeren Eisenbahnanbindung an Zwickau nach Chemnitz auf das Grundstück Goethestraße 5 verlegt, während die Limbacher Fabrikanlagen verkauft und durch die Trikotagenfabrik Conradi & Friedemann weitergeführt wurden. Das Unternehmen war die größte Strumpfwarenfabrik in Deutschland. 1886 erfolgte ein Neubau in (Chemnitz-)Kappel an der Zwickauer Straße, weitgehend unter Verwendung von Stein und Eisen (Architekten: Emil Ebert und Paul Cranz). Die Gebäude sind geprägt von ihren gelben Schmuckelementen in rotem Klinker. In der Fabrik wurden Strümpfe und Unterbekleidung aller Art hergestellt und an Kunden in aller Welt geliefert. 1898 waren in der Strumpfwarenfabrik etwa 500 Arbeiter beschäftigt, weitere 2500 Heimarbeiter lieferten zu.
Nach dem Tod von Ernst Otto Clauß (1843–1889) wurde er als Kartellkandidat in einer Nachwahl im 1. Wahlbezirk der Stadt Chemnitz in die II. Kammer des Sächsischen Landtags gewählt. Er trat sein Mandat am 14. Januar 1890 an und legte es am 6. Juni 1893 nieder. Esche trug den Ehrentitel eines (königlich sächsischen) Kommerzienrats und war Besitzer des Ritterguts Lauterbach.
Esche war seit 1870 mit Emmy Margarethe geb. Esche (1849–1896), Tochter des Strumpfwarenfabrikanten Ernst Esche (1817–1873) in Limbach verheiratet. Die Söhne Herbert Eugen Esche (1874–1962), Bauherr der Villa Esche in Chemnitz, und Fritz Eugen Esche (1876–1953), Bauherr des Clubhauses des Chemnitzer Lawn-Tennis-Clubs, übernahmen das Unternehmen nach dem Tod ihres Vaters.